# A-6300
La carretera  A-6300  es una carretera jienense que une la  N-322  con el límite de provincia con Ciudad Real, mediante la carretera  CM-3127 . Tiene una longitud de 6,45 km y sirve como acceso a Albaladejo desde Andalucía. También se le denomina carretera de Infantes a Génave, o carretera de Albaladejo. Este desvío sirve también como ruta alternativa hacia Madrid desde diferentes puntos de la provincia de Jaén, o de Andalucía del este, en general.